# Контейнеровоз Triple Е-класу
Клас Triple E — сімейство дуже великих контейнеровозів місткістю понад 18 000 TEU, які належать і управляються Maersk Line.
При довжині 399,2 метри, коли вони були побудовані, вони були найбільшими контейнеровозами у світі, але згодом їх перевершили більші, такі як CSCL Globe.
У лютому та червні 2011 року Maersk Line уклала з компанією Daewoo Shipbuilding & Marine Engineering два контракти на суму 1,9 мільярда доларів США (загалом 3,8 мільярда доларів) на будівництво двадцяти кораблів цього класу.
Назва «Triple E» походить від трьох принципів дизайну класу: «Економія масштабу, Енергоефективність і Покращення впливу на навколишнє середовище».
Довжина кораблів становить 399,2 метри завдовжки і 59 метрів ширини. Хоча лише на три метри довший і 4 метри ширший, ніж Mærsk E class, судна Triple E можуть перевозити на 2500 контейнерів більше. З шириною 59 метрів вони занадто широкі, щоб пройти через Панамський канал, але можуть легко пройти через Суецький канал.
Однією з головних конструктивних особливостей цього класу є його подвійна потужність 29,68 мегават (39 800 к.с.), восьмициліндрові, наддовготактні двотактні дизельні двигуни, що приводять в рух два гвинти з проектною швидкістю 19 вузлів (35 км/год; 22 миль/год). Цей клас за своєю конструкцією повільніший, ніж його попередники, використовуючи стратегію, відому як повільне парування, яка, як очікується, знизить споживання палива на 37 % і викиди вуглекислого газу на контейнер на 50 %. Конструкція Triple E допомогла компанії Maersk отримати нагороду «Найбільш стійкий судновий оператор року» в липні 2011 року.

## Замовлення та історія
У лютому 2011 року компанія Maersk оголосила про замовлення на нове сімейство контейнеровозів «Triple E» місткістю 18 000 TEU, з наголосом на меншому споживанні палива. Вони були побудовані Daewoo Shipbuilding & Marine Engineering (DSME) у Південній Кореї, початкове замовлення на десять кораблів було оцінено в 1,9 мільярда доларів США (2 трильйони корейських вон). У Maersk були варіанти купити ще двадцять кораблів. У червні 2011 року Maersk оголосив, що було замовлено ще 10 кораблів на суму 1,9 мільярда доларів, але опціон на третю групу з десяти кораблів не буде реалізовано. Оплата корабля «під хвіст»: 40 % на час будівництва корабля, а решта 60 % оплачуються при доставці. Постачання було заплановано на 2013 рік. Maersk домовилася про дворічну гарантію, тоді як стандартна — один рік.
До 2010 року багато контейнеровозів Maersk було побудовано на верфі Odense Steel Shipyard компанії Maersk у Данії, але азійські будівельники стали більш конкурентоспроможними. Maersk звернувся до кількох різних будівельників в Азії, виключивши європейських суднобудівників з міркувань вартості та китайських з технологічних міркувань. DSME будує три Triple-E одночасно, і виготовлення корабля займає трохи більше року.